# Uniti per la Costituzione-C.A.L. (Costituzione, Ambiente, Lavoro)
Uniti per la Costituzione-C.A.L. (Costituzione, Ambiente, Lavoro)-Alternativa-P.C.-Ancora Italia-Progetto SMART-I.d.V. (UpC-CAL-Alt-PC-AI-Pr.SMART-IdV) è stato un gruppo parlamentare presente al Senato nella XVIII legislatura della Repubblica Italiana.

## Storia
Il gruppo viene costituito il 27 gennaio 2022 con la denominazione "C.A.L. (Costituzione, Ambiente, Lavoro)-Idv" ad opera di dieci senatori passati al gruppo misto nel corso della legislatura: Rosa Silvana Abate, Luisa Angrisani, Margherita Corrado, Mattia Crucioli, Fabio Di Micco, Bianca Laura Granato, Elio Lannutti (in quota Italia dei Valori e capogruppo designato), Barbara Lezzi, Cataldo Mininno e Rosellina Sbrana; di questi, nove sono stati eletti con il Movimento 5 Stelle, mentre la sola Rosellina Sbrana è stata eletta con la Lega. Lo stesso giorno, però, a seguito di numerose polemiche nei confronti della Presidente del Senato Maria Elisabetta Alberti Casellati, accusata di aver approvato la costituzione del gruppo per favorire la propria elezione a Presidente della Repubblica, Lannutti chiede lo scioglimento del gruppo.
Il 27 aprile 2022 viene ricostituito con la denominazione "C.A.L. (Costituzione, Ambiente, Lavoro)-PC-IdV": ai senatori che erano entrati nel gruppo a gennaio si aggiungono Emanuele Dessì in quota Partito Comunista, Virginia La Mura (che abbandona, contestualmente, Sinistra Italiana) e, dal 3 maggio, Silvana Giannuzzi, mentre sceglie di rimanere nel gruppo misto Di Micco; viene nominato capogruppo il senatore Crucioli. L'11 maggio il gruppo cambia denominazione in "C.A.L. (Costituzione, Ambiente, Lavoro)-Alternativa-PC-IdV": viene quindi aggiunto un riferimento al partito Alternativa, di cui Abate, Angrisani e Crucioli sono esponenti. Il gruppo si colloca all'opposizione del governo Draghi, e si pone su posizioni fortemente contrarie all'invio di armi all'Ucraina nell'ambito dell'invasione russa del paese.
Il 18 maggio entra a far parte del gruppo Vito Rosario Petrocelli, fuoriuscito dal Movimento a seguito della crisi della III commissione permanente Affari Esteri, di cui era presidente, innescata dalla polemica sulle sue posizioni filorusse.
Il 9 giugno Bianca Laura Granato, vicepresidente del gruppo, aderisce al partito Ancora Italia.
Il 29 giugno 2022 il gruppo cambia denominazione in "Uniti per la Costituzione-C.A.L. (Costituzione, Ambiente, Lavoro)-Alternativa-P.C.-Ancora Italia-Progetto SMART-I.d.V.".

## Nelle istituzioni

### Senato della Repubblica
| XVIII Legislatura |
| ----------------- |
| 13 senatori       |

| Senatore                | Partito | Partito           | Data di adesione | Altro          |
| ----------------------- | ------- | ----------------- | ---------------- | -------------- |
| Mattia Crucioli         |         | Alternativa       | 27/04/2022       | Presidente     |
| Bianca Laura Granato    |         | Ancora Italia     | 27/04/2022       | Vicepresidente |
| Luisa Angrisani         |         | Alternativa       | 27/04/2022       | Segretaria     |
| Rosellina Sbrana        |         | Indipendente      | 27/04/2022       | Segretaria     |
| Rosa Silvana Abate      |         | Alternativa       | 27/04/2022       |                |
| Margherita Corrado      |         | Indipendente      | 27/04/2022       |                |
| Emanuele Dessì          |         | Partito Comunista | 27/04/2022       |                |
| Virginia La Mura        |         | Indipendente      | 27/04/2022       |                |
| Elio Lannutti           |         | Italia dei Valori | 27/04/2022       |                |
| Barbara Lezzi           |         | Indipendente      | 27/04/2022       |                |
| Silvana Giannuzzi       |         | Indipendente      | 03/05/2022       |                |
| Cataldo Mininno         |         | Indipendente      | 03/05/2022       | Tesoriere      |
| Vito Rosario Petrocelli |         | Indipendente      | 18/05/2022       |                |